# Dogmageschiedenis
Dogmageschiedenis is een discipline binnen de historische theologie en onderzoekt de ontstaans- en ontwikkelingsgeschiedenis van de christelijke dogma's.
Het besef dat dogma's ooit ontstonden en niet eeuwig onveranderlijk zijn, is een vrucht van de Verlichting. Hierdoor ontstond in de 18e eeuw dogmageschiedenis als wetenschappelijke discipline in het protestantisme. Tot diep in de 19e eeuw bleef dit "een nagenoeg uitsluitend protestants domein". De bijdrage van contemporaine katholieke theologen bestond uit theoretische reflecties over de ontwikkeling van dogma's; na 1900 werd een reeks individuele studies van katholieke theologen over de geschiedenis van dogma's gepresenteerd - geen globale concepten.

## Dogma in het christendom
In de basis betekende het Oudgriekse δόγμα, dógma "wat juist schijnt" en kon een mening, principe, decreet, verordening of wet aanduiden. In die zin wordt het in het Nieuwe Testament bijvoorbeeld gebruikt in Lucas 2:1, Handelingen 17:7, Hebreeën 11:23, Kolossenzen 2:14,20 en Efeziërs 2:15.
In Handelingen 16:4 werd een nieuw gebruik geïntroduceerd, namelijk om de uitkomst van het concilie van Jeruzalem aan te duiden. De apostolische vaders gebruikten het vervolgens om de leer van Jezus aan te duiden.
Vanaf de 2e eeuw werd het gebruikt om het geheel van de christelijke leer aan te duiden en om het christendom aan tijdgenoten te presenteren als een filosofische school respectievelijk als de ware filosofie. De oecumenische concilies voegden vervolgens aan het christelijke dogmaconcept het element toe dat bepaalde vraagstukken op de concilies definitief en bindend waren verklaard. De verslagen van de concilies gebruikten voor hun leerstellige beslissingen echter niet het woord dógma, maar noemden het eerder "het geloof (van de orthodoxen of van de kerkvaders)". Hoewel dógma in de zin van kerkleer graag gebruikt werd door de kerkhistoricus Sozomenus, was dit volgens Martin Elze niet representatief voor de Griekssprekende vroege kerk. In plaats daarvan introduceerde Basilius van Caesarea het gebruik van het Oudgriekse κήρυγματα, kḗrygmata om expliciet geformuleerde kerkleringen aan te duiden, terwijl het Oudgriekse δόγματα, dógmata de gemeenschappelijke overtuigingen en riten aanduidde die niet schriftelijk zijn geformuleerd. De kerkschrijvers uit de 4e eeuw die in het Latijn schreven (Ambrosius van Milaan, Rufinus, Hiëronymus) gebruikten de filosofisch geladen term dogma vaak en in drie betekenissen: voor filosofische, ketterse en fundamentele leerstellingen.

## Onderzoeksgebieden

### Canon van de Bijbel
Het belangrijkste theologische fundament is de Bijbel als Heilige Schrift. De christelijke Bijbel bestaat uit het Oude Testament, dat min of meer overeenkomst met de Tenach en in het Hebreeuws (en kleine delen in het Aramees) werd geschreven, en het Nieuwe Testament, dat in het Grieks werd geschreven.
De vraag naar de canon van de Bijbel, dat wil zeggen hoe wordt bepaald welke boeken tot de Bijbel behoren, roept vragen op die in de dogmageschiedenis verschillend zijn beantwoord, afhankelijk van het tijdperk: Kan men boeken weglaten en nieuwe toevoegen? Waarom heeft de Bijbel zo'n gezag? Hoe denken christenen over de Bijbel? Wanneer is de canon gemaakt en waarom? Hoe de Bijbel te begrijpen? Hoe wordt het goed gelezen en geïnterpreteerd?

### Geloofsbelijdenissen
De oudste vorm van samenvatten van de fundamentele christelijke geloofsbeginselen waren de geloofsbelijdenissen, die voortkwamen uit het doopsymbool. De hieronder genoemde centrale thema's van de geschiedenis van het dogma zijn al in deze belijdenissen vervat. De vorming van dogma's begon al in de overgang van het vroege christendom, dat nog grotendeels onder vervolging stond, naar het erkende christendom onder Constantijn de Grote rond 312 en zou het algemene historische bewustzijn binnendringen als het Ariaanse geschil. Het Eerste Concilie van Nicea in 325, bijeengeroepen door Constantijn, probeerde bindende beslissingen te nemen over discussies over christologie.
- Drie-eenheid: De doop "in de naam van de Vader en de Zoon en de Heilige Geest" bracht de jonge Kerk ertoe om steeds meer na te denken over de aard van God in drie personen.
- Christologie: Het centrale dogma van de Drie-eenheid maakte het voor de theologen van de vroege Kerk noodzakelijk om de persoon van Jezus Christus in zijn essentiële eenheid met de hemelse Vader beter te begrijpen.
- Zonde en genade: Bovendien wierp het mysterie van de verlossing van de mensheid door Jezus Christus een nieuw licht op het raadsel van het kwaad en de onvolmaaktheid van schepselen.
- Woord en sacrament: Jezus Christus als het eeuwige Woord van de Vader is in zijn Kerk aanwezig als teken en instrument van de eenheid van de mens met God en met elkaar. Deze sacramentele aanwezigheid van het eeuwige leven in de doop en de eucharistie onderscheidt het christelijke dogma van alle andere religieuze overtuigingen.
- Verzoeningsleer (ook: rechtvaardigingsleer): De leer van de verzoening is een centraal gebied van de theologie van Maarten Luther, die zich bezighoudt met de vraag in hoeverre we rechtvaardig zijn voor God. Luther pleitte voor de gerechtigheid door geloof alleen (sola fide), al besproken door Paulus (Romeinen 1:17), die de belangrijkste drijvende kracht achter de Reformatie werd. Luthers concept van verzoening werd veroordeeld door het Concilie van Trente. Veel van het geschil tussen de rooms-katholieke en protestantse denominaties die ontstonden na de Reformatie kan alleen worden begrepen in relatie tot de tijd. Het grote meningsverschil over de centrale kwestie van verzoening is sindsdien onschadelijk gemaakt door een oecumenisch consensusdocument,[5] ondertekend door officiële vertegenwoordigers van de kerkgenootschappen op 31 oktober 1999 in Augsburg.